# Nio Nakatani
Nio Nakatani (japanisch 仲谷 鳰 Nakatani Nio; * 25. November 1987 in der Präfektur Shiga) ist eine japanische Mangaka und Illustratorin. Ihre Girls-Love-Serie Bloom into you wurde verfilmt und vielfach übersetzt.

## Werdegang und Werk
Nakatanis erste kommerzielle Veröffentlichung war 2014 die Kurzgeschichtensammlung Sayonara Oruta. Ab 2015 folgte Bloom into you, die ihre bisher erfolgreichste Serie werden sollte. Bis zum Abschluss 2019 erreichte sie acht Bände und wurde 2018 als Anime-Fernsehserie umgesetzt sowie in viele Sprachen übersetzt, darunter ab 2018 bei Carlsen Manga ins Deutsche. Die Geschichte erzählt von der sich langsam entwickelnden Liebe zwischen zwei Oberschülerinnen. Wie diese sind auch ihre späteren Werke ins Genre Girls Love einzuordnen. So trug Nakatani mehrere Geschichte zur Genre-Anthologie éclair bei, die ebenfalls auf Deutsch verlegt wurde. 2020 steuerte sie zur Light Novel End Blue die Illustrationen bei. Neben ihren kommerziell veröffentlichten Werken brachte Nakatani von 2010 bis 2014 als Teil des Zirkels Rireba diverse Mangas im Selbstverlag (Dōjinshi) heraus, die Geschichten zum Franchise Tōhō Project erzählen.

## Bibliografie (Auswahl)
- Sayonara Oruta (さよならオルタ, 2014, 1 Band, Kurzgeschichtensammlung)
- Bloom into you (やがて君になる Yagate Kimi ni Naru, 2015–2019, 8 Bände)
- éclair (seit 2016, 5 Bände, Beiträge in Anthologie)
- End Blue (2020, Light Novel, Illustrationen)
- Kami-sama ga Machigaeru (神さまがまちガえる, 2021–2023, 4 Bände)